# Biblioteca Viscontea-Sforzesca

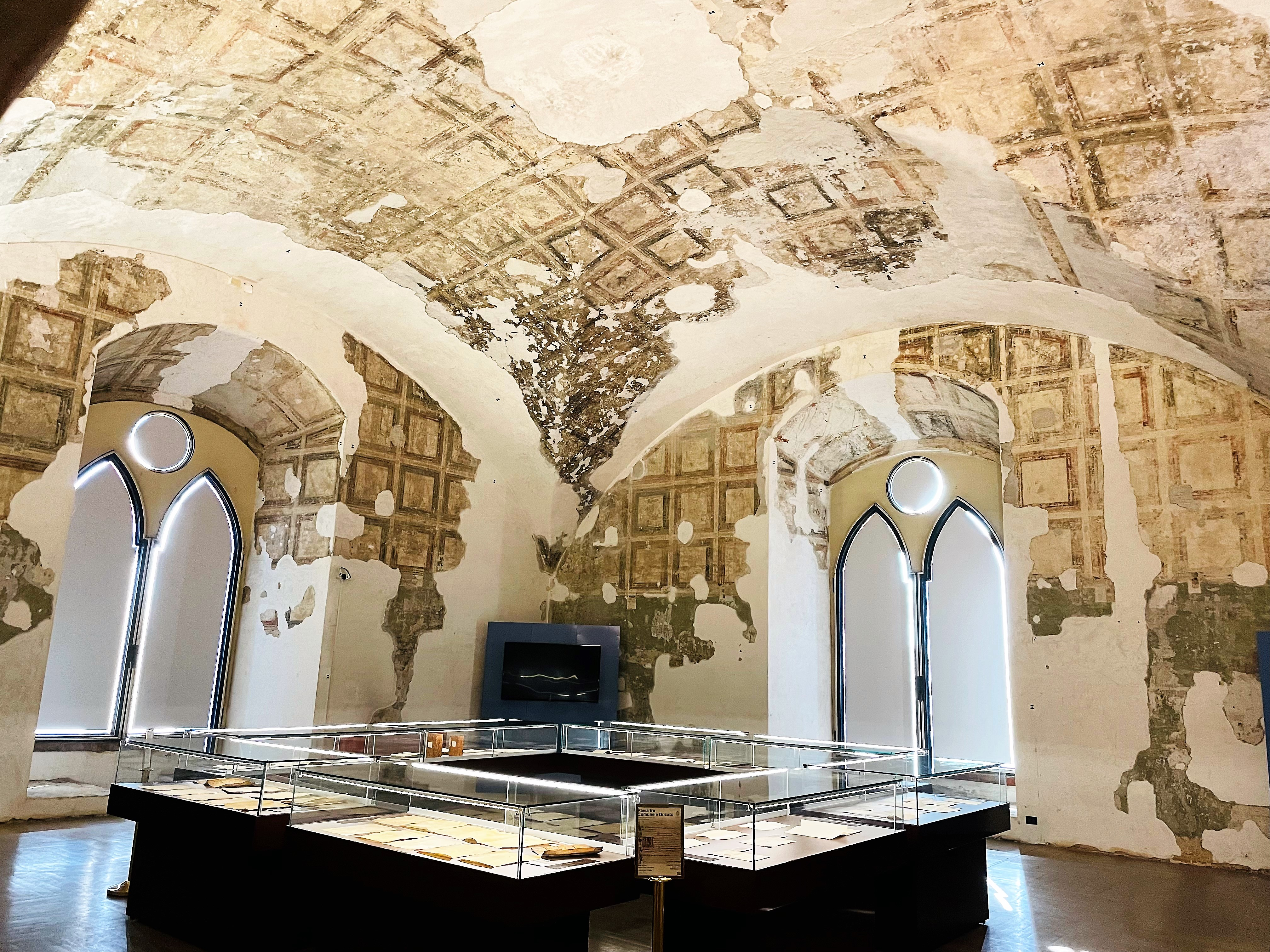
Uma das salas da biblioteca

A Biblioteca Visconde-Sforza era a biblioteca particular dos nobres e duques de Milão da família, primeiro pelos Visconti e depois pelos Sforza, localizada no Castelo Visconde de Pavia, mas foi trazida para a França por Luís XII após a conquista  francesa do Ducado. Este tesouro cultural foi administrado pelos Visconti e depois pelos Sforza, duas importantes dinastias do Renascimento italiano. A biblioteca continha, entre outras coisas, obras encomendadas para a educação dos descendentes das duas casas e textos necessários para o governo do estado. Conhecida pela sua riqueza de volumes, era uma das bibliotecas mais famosas e importantes do continente. As suas paredes abrigavam manuscritos iluminados sobre temas religiosos, textos sobre medicina, caça, dança, jogos e romances de cavalaria, bem como clássicos latinos e gregos. Um fato curioso: Ludovico il Moro, um dos Sforza, encomendou a um médico judeu a tradução das obras hebraicas contidas nela para o latim. Hoje, infelizmente, a biblioteca não existe mais como naquela época. Com a queda dos Sforza e a chegada dos franceses em 1500, a biblioteca foi desmembrada e os seus preciosos volumes dispersos para outras bibliotecas europeias.
A Biblioteca Visconti foi provavelmente inspirada por Francesco Petrarca durante a sua estadia com Giovanni II Visconti e especialmente sob Galeazzo II e por volta de 1378, o espólio de livros já devia ser bastante substancial, dado que foi visitado nesse ano por Geoffrey Chaucer, então em missão diplomática nas cortes de Galeazzo II e Bernabò..